# Strzałkowa
Strzałkowa (deutsch Schützendorf) ist ein Dorf in Niederschlesien. Der Ort liegt in der Gmina Bierutów im Powiat Oleśnicki in der polnischen Woiwodschaft Niederschlesien.

## Geographie

### Geographische Lage
Das Straßendorf Strzałkowa liegt sieben Kilometer nordwestlich des Gemeindesitzes Bierutów (Bernstadt an der Weide), acht Kilometer südöstlich der Kreisstadt Oleśnica (Oels) und 45 Kilometer östlich der Woiwodschaftshauptstadt Breslau. Der Ort liegt in der Nizina Śląska (Schlesische Tiefebene) innerhalb der Równina Oleśnicka (Oelser Ebene). Das Dorf liegt am Bach Smolna.

### Nachbarorte
Nachbarorte von Strzałkowa sind im Westen Solniki Wielkie (Groß Zöllnig), im Norden Zarzysko (Grüttenberg) und im Osten Gorzesław (Korschlitz).

## Geschichte
Nach dem Ersten Schlesischen Krieg 1742 fiel Schützendorf zusammen mit dem größten Teil Schlesiens an Preußen.
Nach der Neugliederung Preußens gehörte die Landgemeinde Schützendorf ab 1815 zur Provinz Schlesien und war ab 1816 dem Landkreis Oels eingegliedert. 1874 wurde der Amtsbezirk Korschlitz gegründet, welcher die Landgemeinden Korschlitz und Schützendorf und die Gutsbezirke Korschlitz und Schützendorf umfasste. 1885 zählte der Ort 195 Einwohner.
1933 zählte der Ort 200, 1939 wiederum 170 Einwohner. Bis 1945 befand sich der Ort im Landkreis Oels.
Als Folge des Zweiten Weltkriegs fiel Schützendorf wie fast ganz Schlesien 1945 an Polen, wurde in Strzałkowa umbenannt und der Woiwodschaft Breslau angegliedert. Die deutsche Bevölkerung wurde, soweit sie nicht vorher geflohen war, weitgehend vertrieben. Die neu angesiedelten Bewohner waren zum Teil Heimatvertriebene aus Ostpolen. 1999 kam der Ort zum Powiat Oleśnicki in der Woiwodschaft Niederschlesien.

## Sehenswürdigkeiten
- Wegekapelle mit Marienstatue